# Colostethus agilis
Espèce
Statut de conservation UICN

 EN  : En danger
Colostethus agilis est une espèce d'amphibiens de la famille des Dendrobatidae.

## Répartition
Cette espèce est endémique de Colombie. Elle se rencontre dans les départements de Valle del Cauca et de Cauca de 2 190 à 2 600 m d'altitude sur le versant Ouest de la cordillère Occidentale.

## Publication originale
- Lynch & Ruiz-Carranza, 1985 : Una nueva especie de Colostethus (Amphibia: Dendrobatidae) de la Cordillera occidental de Colombia. Lozania, no 54, p. 1-6.